# Музей истории ОАО ГАЗ
Музей истории ОАО ГАЗ был открыт 10 октября 1965 года. Инициаторы его создания — ветераны и администрация ГАЗа. Первоначальное название — «Музей истории и трудовой славы ГАЗ».
Музей расположен на трех этажах Учебного центра ОАО ГАЗ, в нём свыше 40000 экспонатов. Первые два этажа музея — историческая экспозиция "История и развитие Горьковского автомобильного завода". Здесь представлены основные автомобили завода (их более 40), а также стенды и экраны с информацией об автомобилях и их создателях. Музей обладает уникальной коллекцией автомобилей и документальным фондом, включающим архивы работников завода. Музей знакомит посетителей с традициями ГАЗа и автомобильной культурой, используя свою уникальную коллекцию. Кроме автомобилей, музей собирает и хранит всё, что связано с жизнью автозаводцев. На третьем этаже музея — детская интерактивная площадка "ГАЗГрад". Здесь проходят занятия и экскурсии для детей, на которых они узнают, как на заводе создают автомобили и что делают представители разных профессий в цехах.
Музейная экспозиция, справочный аппарат, работа с посетителями способствуют формированию общественного мнения о предприятии. Особый интерес посетителей вызывает автомобильное наследие ГАЗа. Все автомобили приобретены в результате систематической поисковой работы, они отреставрированы и поддерживаются в рабочем состоянии.
В 1996 году музей вошел в Каталог автомобильных музеев Европы. 
В 1999 году музей принимал участие в 6-м Всемирном форуме автомобильных музеев в Штутгарте (Германия).

## Выставки
Музей совместно с «Группой ГАЗ» и компанией «Базовый Элемент» в 2013 году реализовал проект «Герои своего времени»: выставка работала в московском ГУМе, и за месяц работы её гостями стали более миллиона человек.

## Экспозиция

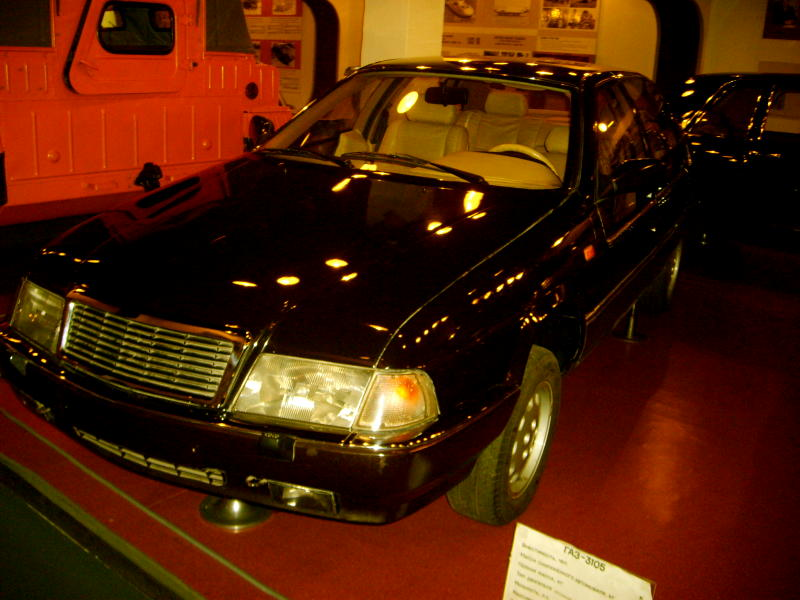
ГАЗ-3105
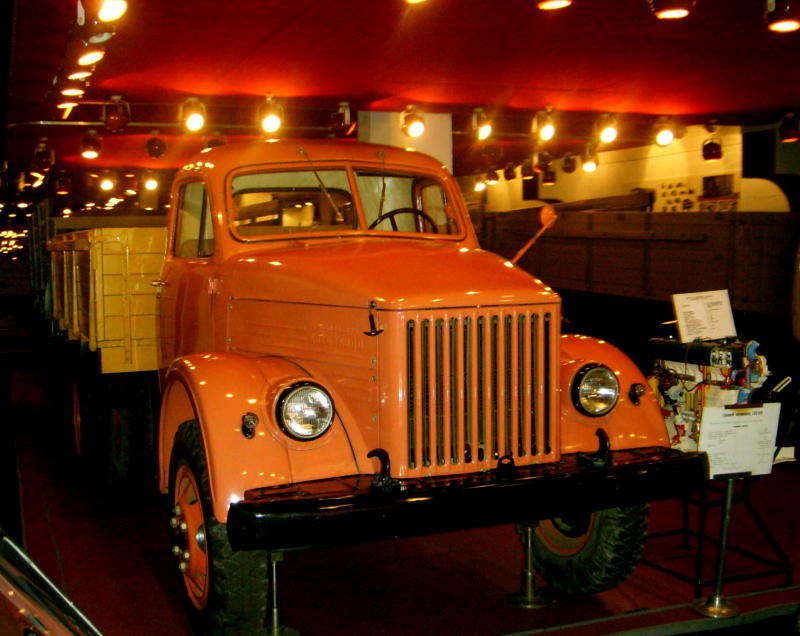
ГАЗ-51
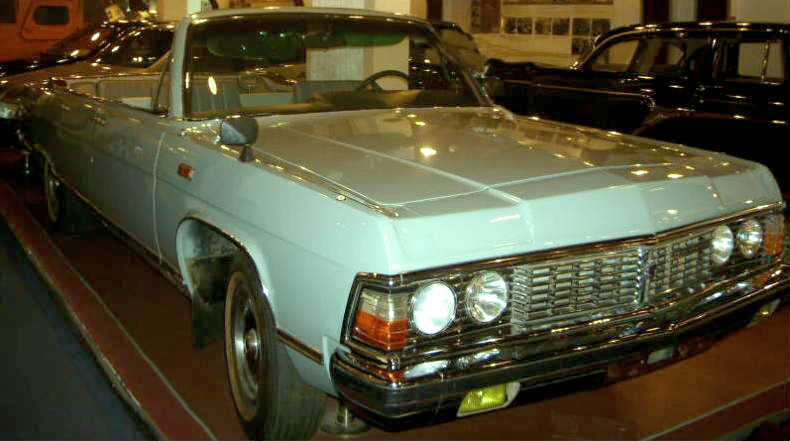
Чайка ГАЗ-14